# 元曲

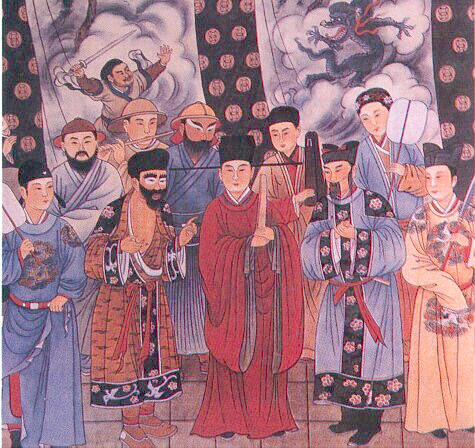
元曲演出壁画

元曲，或称元杂剧，是盛行于元代的戏曲艺术，为散曲和杂剧的合称。相對於明朝的傳奇（南曲），後世又將元曲稱為北曲。元曲与宋词及唐诗、漢賦並稱。
廣义的曲泛指秦汉以来各种可入乐的乐曲，如汉大曲、唐宋大曲、民间小曲等。狹義的曲则多指宋朝以来的南曲和北曲。曲分为戏曲（或称剧曲，包括杂剧、传奇等）与散曲两类，元、明以来甚为流行，故後世有元曲之稱。而曲同词的体式相近，但一般在字数定格外可加衬字，较为自由，并多使用口语。音樂部分亦有宮調之分，元曲中最常用的有五宮四調。
相對於艷麗的詞，曲較俚俗而有「惡少」之名，學者鄭騫評：「詞與曲是孿生兄弟，詞是翩翩佳公子，曲則帶有惡少的氣息。」

## 杂剧
雜劇的戲劇形式是由故事情節、曲詞、賓白、科介等幾部分組成。科介是演出提示，規定表演動作和舞台效果，賓白就是說白，曲詞是歌唱部分。
元雜劇劇本一般由四折組成，一套樂曲伴唱一折；所以“折”是音樂的單元，也是劇情的大段落。在四折之外，還可以有楔子。楔子常常在劇本開頭，相當於序幕，但也可以作爲過場戲放在折與折之間。劇本的結尾一般有兩句或四句對子，叫“題目正名”，來總結內容。題目正名最後一句常用作劇本名稱，比如《元曲選》本《竇娥冤》：
題目：秉鑒持衡廉訪法
正名：感天動地竇娥冤
但也有沒有題目正名的雜劇，例如關漢卿的《閨怨佳人拜月亭》。

## 散曲
散曲是可配乐演唱的歌曲形式。根據《青樓集》的記載，元散曲的歌唱有多種形式，像表演唱、舞蹈伴唱、樂器伴唱等。在宴會上，演員解語花“左手持荷花，右手舉杯，歌驟雨打新荷曲”；連枝秀“有招飲者，酒酣則自起舞，唱《青天歌》，女童亦舞而和之，真仙音也”。元散曲主要有小令和套數（又叫散套、套曲）兩種形式。小令原是民間的小調，文人的小令多半較典雅，民間的小令語言俚俗。小令以描寫為主，比起唐宋詩詞通俗生動，確具有一番獨特風格與精神。

## 發展歷史

### 初期
南宋末期，社會動盪不安，元軍大舉進攻南宋，給予元曲的創作以深刻的影響。元雜劇源自宋雜劇、金院本。劇作家痛經變亂，對社會人生頗多感悟，寫出了深刻思考人生處境與命運的劇本，通過“情”來透視社會。而散曲創作則內容廣泛，當中以嘆世歸隱的主題最為突出。
後來列出了元人四大剧，包括《竇娥冤》、《漢宮秋》、《梧桐雨》、《趙氏孤兒》。

### 中期
元代中葉，雜劇創作題材都集中在愛情、神仙道化、文人事跡，顯示劇作家的獨特追求。在表現愛情時，他們更注重“情”本身，因為渴望尋找一個避世的地方。他們在文人事跡劇中歌詠自己不遇的苦悶，懷鄉的愁緒。

### 後期
元朝晚期，雖然元雜劇在舞台上仍佔有重要位置，主題以對中國傳統道德的宣揚、離奇情節為主，但是作品數量大減、內容風格因循，成了衰落主因。雜劇創作中心南移，重要劇作家多活動於江浙行省（今浙江省）和河南江北行省（今江蘇省長江以南的地區），卻加強了與南戲交流的機會，提供了戲曲進一步發展的契機，尤其是南戲、崑劇及粵劇。